# ピタ・アラティニ
ピタ・アラティニ（Pita Alatini、1976年3月11日 - ）は、トンガ出身ニュージーランド国籍のラグビー選手。

## プロフィール
- ヌクアロファ出身。
- ポジションはセンター(CTB)及びウィング(WTB)。
- オールブラックスのキャップは17[1]。

## 来歴
トンガの高校を卒業後、スーパー12（当時）のウェリントン・ハリケーンズに入団。
2004年、来日サントリーサンゴリアスに入団。同年9月18日に行われたジャパンラグビートップリーグ第1節のヤマハ発動機（ジュビロ）戦で途中出場ながら日本での公式戦初出場を果たす。
2006年、釜石シーウェイブスに移籍。
2008年、釜石シーウェイブス主将に就任。
2012年、釜石シーウェイブス選手兼任コーチになるが、翌年退団した。

## 人物・エピソード
2011年東北地方太平洋沖地震で所属する釜石シーウェイブスの本拠地釜石市が壊滅的被害を受けた際には、震災の影響でプロ野球やJリーグなどに所属する外国人選手が一時帰国する中、日本に残りボランティア活動などを積極的におこなった。